# Selva di Progno
Selva di Progno é uma comuna italiana da região do Vêneto, província de Verona, com cerca de 1.002 habitantes. Estende-se por uma área de 41 km², tendo uma densidade populacional de 24 hab/km². Faz fronteira com Ala (TN), Badia Calavena, Bosco Chiesanuova, Crespadoro (VI), Recoaro Terme (VI), Roverè Veronese, Velo Veronese, Vestenanova.

## Demografia
| Variação demográfica do município entre 1861 e 2011                               |
|                                                                                   |
| Fonte: Istituto Nazionale di Statistica (ISTAT) - Elaboração gráfica da Wikipedia |